# Erwin Fiedor
Erwin Fiedor (ur. 20 maja 1943 w Koniakowie, zm. 13 lutego 2012 tamże) – polski kombinator norweski, skoczek narciarski, olimpijczyk z Innsbrucku 1964 i Grenoble 1968, trener. Syn Jakuba i Karoliny Porębskiej.

## Przebieg kariery
Pierwsze sukcesy na arenie krajowej odnosił jako junior zdobywając siedem tytułów mistrza Polski zarówno w kombinacji norweskiej i skokach narciarskich. Opiekował się nim wówczas trener Jan Haratyk. Już jako senior został mistrzem Polski w skokach narciarskich: w latach 1967 (na skoczni 90 metrowej) i w 1968 (na skoczni 70 metrowej i 90 metrowej) oraz w kombinacji norweskiej w roku 1964. Dwukrotnie (1966-1967) był wicemistrzem Polski w kombinacji. W roku 1966 zdobył brązowy medal mistrzostw Polski w skokach na skoczni dużej. W 1964 zajął 2. miejsce na zawodach w Holmenkollen w kombinacji.
Uczestniczył w mistrzostwach świata w roku 1966 i w 1970.
Na igrzyskach olimpijskich w 1964 wystartował w kombinacji zajmując 14. miejsce z notą 406,16 pkt.. Na kolejnej olimpiadzie, tym razem w Grenoble 1968 w kombinacji norweskiej zajął 18. miejsce (nota 395,93), a w skokach dwukrotnie (na skoczni normalnej i na dużej) był 30.
Po zakończeniu kariery zawodniczej zajął się pracą trenerską. Jego wychowankami byli m.in. Jan Legierski i Stanisław Kawulok. Otrzymał tytuł Mistrza Sportu. Żonaty, miał troje dzieci, mieszkał w Koniakowie. Tam też zmarł.

## Osiągnięcia

### Igrzyska olimpijskie
| 1964 Innsbruck | – | 14. miejsce (w kombinacji)                                                                                     |
| 1968 Grenoble  | – | 30. miejsce (w skokach, skocznia duża), 30. miejsce (w skokach, skocznia normalna), 18. miejsce (w kombinacji) |

#### Starty E. Fiedora w kombinacji naigrzyskach olimpijskich– szczegółowo
| Miejsce | Dzień       | Rok  | Miejscowość | Dyscyplina/konkurencja           | Wynik       | Strata     | Zwycięzca      |
| ------- | ----------- | ---- | ----------- | -------------------------------- | ----------- | ---------- | -------------- |
| 14.     | 30 stycznia | 1964 | Innsbruck   | kombinacja norweska skoki + bieg | 406,16 pkt. | 63,12 pkt. | Tormod Knutsen |
| 18.     | 11 lutego   | 1968 | Grenoble    | kombinacja norweska skoki + bieg | 395,93 pkt. | 53,11 pkt. | Franz Keller   |

#### Starty E. Fiedora w skokach naigrzyskach olimpijskich– szczegółowo
| Miejsce | Dzień     | Rok  | Miejscowość | Skocznia  | Punkt K | Konkurs  | Skok 1 | Skok 2 | Nota      | Strata   | Zwycięzca          |
| ------- | --------- | ---- | ----------- | --------- | ------- | -------- | ------ | ------ | --------- | -------- | ------------------ |
| 30.     | 11 lutego | 1968 | Grenoble    | Le Claret | K-70    | indywid. | 74,5 m | 67,5 m | 191,8 pkt | 24,7 pkt | Jiří Raška         |
| 30.     | 18 lutego | 1968 | Grenoble    | Dauphine  | K-90    | indywid. | 92,0 m | 84,0 m | 179,7 pkt | 51,6 pkt | Władimir Biełousow |

### Mistrzostwa świata w narciarstwie klasycznym
| 1966 Oslo          | – | ? |
| 1970 Wysokie Tatry | – | ? |

### Sukcesy krajowe
- trzykrotny mistrz Polski w skokach: 1967, 1968[4]
- mistrz Polski w kombinacji: 1964
- dwukrotny wicemistrz Polski w skokach: 1966, 1967
- brązowy medalista MP w skokach: 1966[4]